# Rudolf Arthur Rösel
Rudolf Arthur Rösel o Roesel (Münchenbernsdorf, 1859 - 1934) fou un músic alemany del Romanticisme.
Estudià en l'Escola del gran ducat de Weimar; formà part, com a executant, de diverses orquestres i el 1887 se'l nomenà mestre concertador de la cort i professor de violí de la mencionada Escola de Weimar.
Va compondre ds concerts i diverses obres per a violí; un concert per a clarinet, obertures, dues òperes, etc.